# Ria Oomen-Ruijten

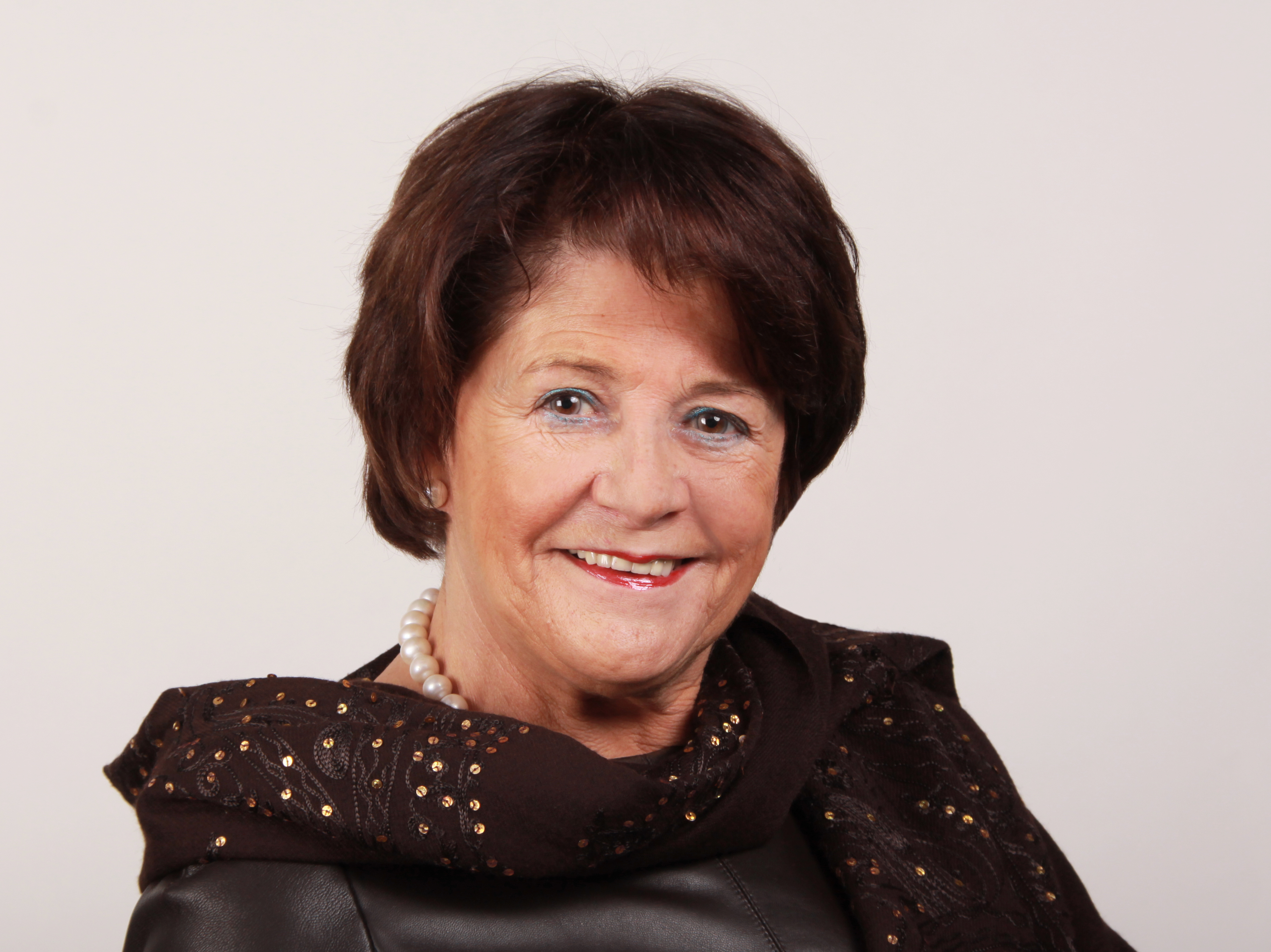
Ria Oomen-Ruijten (2014)

Maria Gertruda Hermina Cecilia (Ria) Oomen-Ruijten (* 6. September 1950 in Echt) ist eine niederländische Politikerin und seit 1989 Mitglied des Europäischen Parlaments. 
Sie ist Mitglied des Christen-Democratisch Appèl (CDA), Mitglied des Vorstands der Europäischen Volkspartei (Christdemokraten), sitzt im EU-Parlament im Ausschuss für Auswärtige Angelegenheiten und ist Ersatzmitglied im Ausschuss für Beschäftigung und Soziale Angelegenheiten. 
Von Juni 1981 bis September 1989 war Ria Omen Mitglied des Niederländischen Parlaments. In dieser Zeit war sie größtenteils für soziale Angelegenheiten zuständig. 
Von 1985 bis 2013 war Ria Oomen Vorsitzende der niederländischen Stiftung für Konsumentenbeschwerden (De Geschillencommissie). Die Stiftung behandelt Konsumentenbeschwerden und Beschwerden zwischen Unternehmen. 
Im Jahr 2013 gab Ria Oomen ihre Kandidatur für das Amt der EU-Ombudsfrau bekannt. Allerdings wählte das Europäische Parlament Emily O’Reilly.